# امپراتوری آزتک
امپراتوری آزتک یا اتحاد سه‌گانه (ناواتل کلاسیک: Ēxcān Tlahtōlōyān)، اتحادی از سه دولت-ملت (آلتپتل) ناوا: تنوچتیتلان، تتسکوکو و تلاکوپان بود. این سه دولت-ملت بر نواحی اطراف دره مکزیک، از ۱۴۲۸ تا زمان شکست‌شان از کنکیستادورها و متحدان بومیشان تحت رهبری ارنان کورتس در ۱۵۲۱ حکمرانی می‌کردند.
اتحاد سه‌گانه از جناح‌های پیروز جنگ داخلی بین شهر آزکاپوتزالکو و استان‌های فرعی پیشین آن پدید آمده بود. به‌رغم ایده اولیه امپراتوری متشکل از سه دولت‌شهر خودمختار، تنوچتیتلان به سرعت از نظر نظامی برتری پیدا کرد. و در زمان رسیدن اسپانیایی‌ها در ۱۵۱۹ سرزمین‌های اتحاد به‌طور موثری تحت سلطه تنوچتیتلان بود و دیگر متحدین نقشی فرعی داشتند.
اتحاد سه‌گانه اندکی پس از تشکیل، جنگ‌هایی برای تسخیر سرزمین‌های بیشتر به راه انداخت و قلمرو خود را گسترش داد. اتحاد در دوران اوج خودش کنترل بیشتر مناطق مرکزی مکزیک، همچنین برخی مناطق دورتر از آمریکایی میانه مانند استان سوکونوسو ، برون بوم آزتک‌ها در نزدیکی مرز امروزی گواتمالا را به‌دست آورده بود. سلطه آزتک توسط کارشناسان، هژمونیک یا غیرمستقیم توصیف شده است. آزتک‌ها حکمرانان شهرهای تسخیرشده را مادامی که به پرداخت باج نیم سال خود، و همچنین تأمین نیروهای نظامی در هنگام لزوم، بر سر کار باقی می‌گذاشتند. درعوض قدرت امپراتوری برای آن‌ها حمایت و ثبات سیاسی به ارمغان می‌آورد و یک شبکه اقتصادی یکپارچه از سرزمین‌ها و مردمان متنوع را که دارای استقلال محلی قابل توجهی بودند، تسهیل می‌کرد.
دین حکومتی امپراتوری چندخدایی بود، که پانتئونی متنوع شامل ده‌ها الهه را می پرستیدند. برخی از آن‌ها چنان به‌طور گسترده به رسمیت شناخته شده بودند که در معبد مرکزی پایتخت تنوچتیتلان قرار می‌گرفتند. فرقه امپراتوری به‌طور به‌خصوص هویتزیلوپوچتلی بود، خدای برجسته و حامی جنگ مکزیکا. مردم در استان‌های فتح شده مادامی که خدای امپراتوری هویتزیلوپوچتلی را به پانتئون محلی خود اضافه می‌کردند، اجازه داشتند تا به‌طور آزادانه سنت‌های مذهبی خود را حفظ و ادامه دهند.